# Liniers (Buenos Aires)
Liniers es uno de los 48 barrios legalmente reconocidos de la Ciudad Autónoma de Buenos Aires y se encuentra en la Comuna 9. Está ubicado en el oeste de la ciudad, tiene una superficie de 5,4 km² y limita al sur con Mataderos, al este con Villa Luro, al oeste con Lomas del Mirador y Ciudadela y al norte con Versalles. 
Dentro de sus límites se encuentran el Club Atlético Vélez Sarsfield y el santuario de San Cayetano. Liniers está habitado fundamentalmente por familias de clase media. Posee un centro comercial y cuenta además con zonas comerciales pertenecientes a la colectividad boliviana, y, en menor medida, a la peruana.

## Ubicación geográfica
Se sitúa en el oeste de la ciudad. Está comprendido por las calles Av. Juan B. Justo, Anselmo Saénz Valiente, Albariño, Av. Emilio Castro y Av. General Paz. Limita con los barrios porteños de Versalles al norte, Villa Luro al este y Mataderos al sur, y con las localidades bonaerenses de Lomas del Mirador y Ciudadela al oeste.
Posee poco más de 44 000 habitantes en una superficie de 5,4 km².

## Toponimia
Este nombre proviene de la estación del ferrocarril, que fue denominada así el 18 de diciembre de 1872 y que, a su vez, proviene del homenaje a Santiago de Liniers, militar español nacido en Francia que tuvo un papel predominante en la reconquista de Buenos Aires durante las Invasiones Inglesas y que luego jugó en contra de los revolucionarios americanos

## Transportes
Es uno de los nodos de transportes más importantes de la ciudad. Cuenta con numerosas líneas de colectivos de corta y mediana distancia, hacia puntos como Ezeiza y Cañuelas en zona sur, Merlo y Navarro hacia el oeste, y Tigre hacia el norte. Cuenta también con una Terminal de Ómnibus de larga distancia (ubicada a 300 metros de Avenida Rivadavia y sobre la Avenida General Paz), siendo la segunda más importante de la ciudad luego de la Terminal de Ómnibus de Retiro.
Sobre la Avenida Rivadavia (altura 11.500) se encuentra la estación de trenes del Ferrocarril Sarmiento, que presta servicios desde Estación Once hacia Castelar y Moreno.
En horas pico también se prestan servicios rápidos con paradas hacia Flores y Once, y Morón, hacia el oeste.

### Estaciones
- Terminal de Ómnibus de Liniers
- Liniers
- Liniers
- Vélez Sarsfield
- Polideportivo Vélez

### Líneas de colectivos
- Por el barrio circulan los siguientes colectivos: 1 2 4 8 21 28 34 46 47 80 86 88 96 99 106 108 109 117 136 153 161 163 166 172 174 182 185

## Comercio
Con la estación de ferrocarril como núcleo, el barrio posee uno de los centros de transbordo de pasajeros más importantes de Buenos Aires, ya que actúa como puerta de la zona oeste del Gran Buenos Aires hacia el centro de la ciudad. Alrededor de la estación y la Avenida Rivadavia se desarrolla una importante zona comercial, adonde además se encuentra el Plaza Liniers Shopping, un importante centro comercial.
Durante la década de 1990 se incrementó paulatinamente la presencia de la comunidad boliviana y peruana en la zona cercana a la Estación Liniers, fundamentalmente sobre las calles Ramón L. Falcón y Montiel donde se han abierto gran cantidad de negocios por parte de miembros de esas colectividades y los fines de semana se transforma en un lugar de reunión y referencia para muchos inmigrantes de la zona del Altiplano.

## Talleres ferroviarios y urbanización

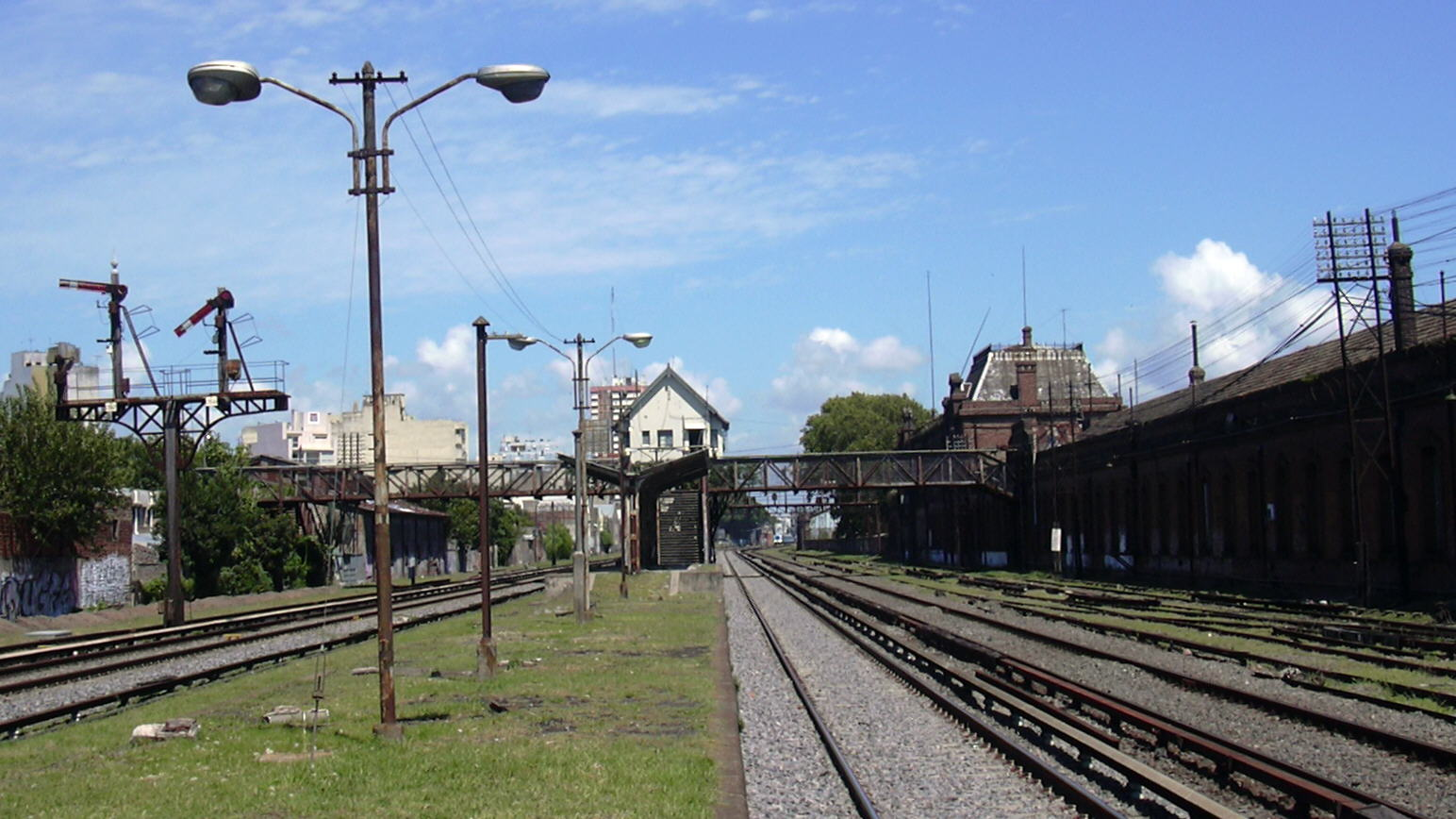
Apeadero Talleres

En 1904 se produjo la instalación de los talleres ferroviarios del Ferrocarril del Oeste, entre las estaciones Liniers y Villa Luro. Parte de los antiguos terrenos fueron cedidos al Club Atlético Vélez Sársfield, y otra parte fue ocupada por el Barrio Kennedy en los años '60. Se trata de un predio de más de 30 hectáreas ocupado por galpones históricos de ladrillo, de valor patrimonial, pero sin uso.
A pesar de numerosos planes para el aprovechamiento de las tierras, ninguno fue concretado en las últimas décadas.
En 2012 el Gobierno Nacional anunció el Plan PROCREAR para créditos hipotecarios de vivienda y proyectos de urbanización en tierras fiscales del Estado, entre ellas varias playas ferroviarias en Buenos Aires. Ese mismo año, se lanzó el Concurso de Proyectos para diseñar y trazar el nuevo barrio residencial en parte de los terrenos de Liniers, dejando parte del predio con sus edificios originales, que se utilizarían con fines culturales y educativos.

## Instituciones y sitios notables
- Club Atlético Vélez Sarsfield (Juan B Justo al 9200) posee su sede principal y el Estadio José Amalfitani, con una capacidad para 49.540 espectadores. Fue subsede de la Copa Mundial de Fútbol de 1978 y sede de la Copa Mundial de Fútbol Sub-20 de 2001. Es usado en partidos de fútbol, rugby, eventos sociales y artísticos.
- Santuario de San Cayetano (Cuzco 150). Una de las más grandes demostraciones de fe del país. Cada 7 de agosto se producen procesiones hacia esta parroquia. Se encuentra a 50 m de la estación ferroviaria. Desde allí también se inician procesiones a pie, hacia la Basílica de Luján, unos 70 km al oeste.
- Hospital Donación Francisco Santojanni (Pilar 950), hospital público inaugurado en 1940.
- Plaza Coronel Martín Irigoyen, conocida como Plaza Liniers, declarada por la legislatura porteña como patrimonio cultural.[9] Ubicada entre Larrazabal, Fonrouge, Caaguazú y Cossio.
- Plaza Sarmiento, ubicada entre Cosquín, Tuyutí, Humaitá y pasaje El Rastreador.
- Plaza Ana María Mogas, ubicada entre Lisandro de la torre, Patrón, Pilar y Acasusso.
- Club Juventud de Liniers (Montiel 1174), club barrial donde en 1953 se formó la murga "Los Mocosos de Liniers".[10][11]
- La Calesita de Don Luis, que desde 1920 funciona en una finca situada en la calle Ramón L. Falcón esq. Miralla, cerca del límite con el barrio de Villa Luro.[12] Funciona en el patio de la casa de la familia Rodríguez, siendo tal vez un caso único.[13][12]
- Liniers Sound Club, productora y colectivo musical-cultural oriundo de Liniers.
- La Casona del Arte, centro cultural ubicado en la calle Cosquín 111.
- Centro Cultural Elías Castelnuovo, centro cultural ubicado en la calle Montiel 1041.
- Asociación de Fomento Santiago de Liniers, ubicado en Caaguazú 6151.
- Club Liniers. Conocido por los vecinos del barrio como "El club Palmar", ubicado en Palmar 7035.
- Bochin Club Liniers Ubicado en Cnel. Ramón L. Falcón 6469.
- Club social, cultural y deportivo Brisas de Liniers, ubicado en Montiel 1382.
- Club San Martín (Oliden 950)
- Falla Valenciana el Turia Sociedad Regio, ubicada en Tonelero 6051.
- Corporación Sarmiento. Existe desde 1928. Está ubicada en Timoteo Gordillo 475[14]
- La Casa de la Cultura de Liniers ubicada en Pieres 226.

## Educación

### Pública
- Escuela n.º 01 «De la Independencia Argentina»
- Escuela n.º 02 «Dr. Francisco Melitón Álvarez»
- Escuela n.º 03 «República Francesa»
- Escuela n.º 04 «Gral. Félix de Olazábal»
- Escuela n.º 08 «Dr. Dalmacio Vélez Sársfield»
- Escuela n.º 09 «José María Torres»
- Escuela n.º 10 «Alfonsina Storni»
- Escuela n.º 15 «República Islámica de Pakistán»
- Escuela n.º 17 «Carlos Morel»
- Escuela n.º 18 «República de Corea»
- Escuela n.º 22 «Provincia de Santa Cruz»
- Escuela n.º 20 «Mariano Sánchez de Loria»
- Colegio n.º 13 «Coronel de Marina Tomás Espora»
- Escuela de Comercio n.º 32 «José León Suárez»

### Privada
- Instituto San Cayetano
- Instituto San José
- Instituto Nuestra Señora de Las Nieves
- Instituto Dr. Dalmacio Vélez Sársfield
- Instituto Amanecer
- Colegio Argentino Baldomero Fernández Moreno

## Personajes famosos

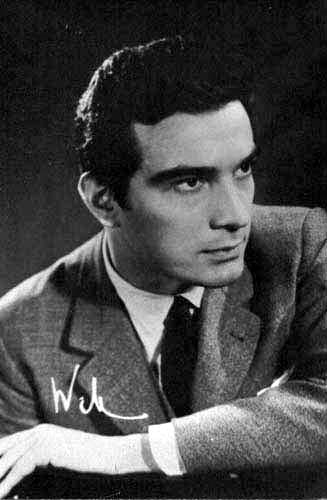
Alfredo Alcón

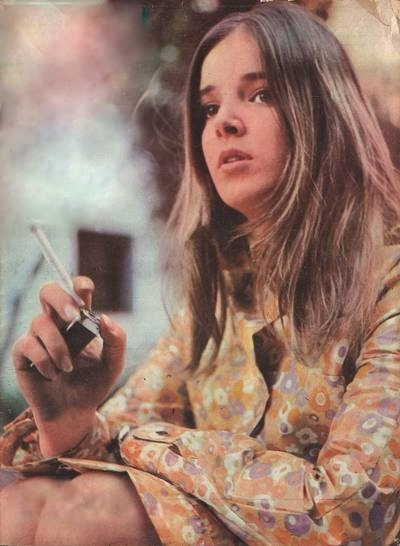
Marilina Ross

Personalidades vinculadas con el barrio:

### Música
- Pedro Aznar (n. 1959) — nació y vivió hasta su juventud.
- Miguel Mateos - vivió y tiene su sala de ensayo.
- Gustavo Parisi - nació y vivió en Liniers.
- Florindo Sassone (n. 1912 - f. 1982)
- Carlos Figari (n. 1913 - f. 1994) — vivió en el pasaje El Trébol.
- Nelly Vázquez (n. 1937) — vivió su infancia y juventud.
- Rubén Juárez
- José Luis Rodríguez (Silvestre)
- Pampa Yakuza - Banda formada en Liniers.

### Arte
- Pérez Celis (n. 1939 - f. 2008) — vivió su infancia y juventud. Asistió a la Escuela N.º 4.
- Alfredo Plank - vivió en las mil casitas.
- Juan Carlos Castagnino
- Alfredo Corace - vivió en el pasaje Las Bases.
- Gregorio Parisi - Escultor, poeta y autor.
- Carlos Gómez - Dibujante de la revista Rico Tipo
- Ariel Testino - nació en Liniers.
- Roberto Sánchez - Diseñador.

### Cine y televisión
- Nicolás Cabré (n. 1980) — asistió a la Escuela de la Independencia Argentina y al Colegio Tomás Espora.
- Guido Kaczka y Emilliano Kaczka - vivieron en Patrón y Fonrouge.
- Alfredo Alcón (n. 1930 - f. 2014) — nació, creció entre Ciudadela y Liniers.
- Marilina Ross (n. 1943) — nació y vivió hasta los 17 años.
- Virginia Luque (n. 1927 - f. 2014)
- Mariquita Gallegos (n. 1940).
- Juan Carlos Pérez Loiseau
- Facundo Espinosa (n. 1980) — nació en Liniers y vivió hasta la adolescencia. Asistió a la Escuela de la Independencia Argentina y al Comercial 32.

### Literatura
- Elías Castelnuovo - vivió en el pasaje El Rastreador.
- Alfredo Corace - vivió en las mil casitas.
- Gabriel Rolón (n. 1961) — graduado del Comercial 32, promoción 1978.
- Carlos Yametti - Escritor. Presidente y fundador del CIHF.
- Eduardo Morales - Escritor.
- Juan Carlos de Pablo - nació en Liniers.

### Deportistas
- Roberto Fabián 'Tito' Pompei - nació y se crio en el pasaje Carlos Encina.
- Sebastián Méndez - nació en Liniers.
- Gastón Montero (n. 1986)
- Mariano Armentano - nació en Liniers.
- Alejandro Mancuso - fue a la escuela 2 y vivió en Larrazabal y Ercilla.

### Influencers
Martín Cirio - vivió en Liniers

### Ciudadanos Ilustres de la Ciudad de Buenos Aires
- 2002: Alfredo Alcón actor de teatro y televisión.[16]
- 2004: Pérez Celis artista plástico, con más de 5000 obras en Argentina y el mundo.[17]
- 2009: Marilina Ross actriz y cantante.[18]

### Personalidad Destacada de la Cultura Porteña
- 2012: Pedro Aznar músico, exintegrante de la banda Serú Girán.[19]
- 2013: Agustín "Tinti" Fernández murguero, integrante de "Los Mocosos de Liniers".[20]

## En la cultura popular

### Música
- «Ricardo Rubén» de Los Twist: Canción incluida en el álbum Cataratas musicales (1991). Comienza con la frase "Yo tengo un amigo que vive en Liniers".[21]
- «En las calles de Liniers» de Hermética: Canción incluida en el álbum Ácido argentino (1991). Comienza con la frase "En las mugrientas esquinas de Liniers pierdo los días".[21]
- «El Murguero» de Los Auténticos Decadentes: Canción incluida en el álbum Mi vida loca (1995). Se nombra a la murga del barrio "Los Mocosos de Liniers".
- «Montiel 134» de Los Tipitos: Canción incluida en el álbum Cocrouchis (1999). El tema habla de una casa del barrio ubicada en la calle Montiel 134.

### Televisión
- Los Pibes del Puente (TV Pública, 2012) miniserie, escenas grabadas en el Apeadero Talleres.
- Recorridos (UN3TV, 2015) documentales, capítulo "Liniers" conducido por los actores María Alché y Nahuel Pérez Biscayart.
- Un gallo para esculapio emitida por Telefe en 2017. Tuvo 2 temporadas.

### Cine
- Mirta, de Liniers a Estambul, película de 1987.
- La Paz en Buenos Aires, documental de 2013.

## Ubicación geográfica
| Noroeste: Ciudadela (Tres de Febrero)    | Norte: Versalles | Nordeste: Villa Luro |
| Oeste: Ciudadela (Tres de Febrero)       |                  | Este: Villa Luro     |
| Suroeste: Lomas del Mirador (La Matanza) | Sur: Mataderos   | Sureste: Mataderos   |

- Datos: Q1826778
- Multimedia: Liniers, Buenos Aires / Q1826778